# Yan Langyu
Yan Langyu (chinês tradicional: 嚴浪宇, chinês simplificado: 严浪宇; Liling, 31 de agosto de 1999) é um ginasta de trampolim chinês.

## Carreira
Yang Langyu conquistou quatro medalhas no Campeonato Mundial de Ginástica de Trampolim entre 2019 e 2023, sendo duas delas de ouro.
Nos Jogos Olímpicos de Verão de 2024, em Paris, conquistou a medalha de bronze na competição de trampolim masculino.